# الویس برایکوویچ
الویس برایکوویچ (کرواتی: Elvis Brajković؛ زادهٔ ۱۲ ژوئن ۱۹۶۹) یک بازیکن فوتبال اهل کرواسی است.
از باشگاه‌هایی که در آن بازی کرده‌است می‌توان به رییکا، هلاس ورونا، و هایدوک اسپلیت اشاره کرد.
وی همچنین در تیم ملی فوتبال کرواسی بازی کرده‌است.